# Sebastiano Napodano
Sebastiano Napodano (Napoli, 1298 – 1362) è stato un giurista italiano.
È celebre per aver commentato, insieme a altri giuristi, tra gli altri Andrea d'Isernia, Luca da Penne, Marino da Caramanico, Matteo d'Afflitto, le Constitutiones Regni Siciliarum che l'imperatore Federico II di Svevia aveva promulgato nella dieta di Menfi del 1231. Si occupò di glossare anche le consuetudini napoletane.